# Este hotel es un infierno
Este hotel es un infierno fue un programa de televisión español de telerrealidad presentado por el empresario español Kike Sarasola, emitido los lunes a las 21:45 en DKiss, (anteriormente en DMAX). El espacio es una adaptación del programa homónimo angloparlante, Hotel hell, presentado por el británico Gordon Ramsay, con versión para el Reino Unido originalmente y Estados Unidos de América.

## Mecánica
El formato original y en el que está basado el español trata de reflotar negocios dedicados a la hostelería centrados en los hoteles. Kike Sarasola, fundador y presidente de Room Mate Hotels y su equipo Talasur Group (empresa especialista en construcción, diseño y decoración) ayudarán a familias enteras a poder hacer de sus negocios algo rentable y que no tengan que verse avocados al cierre perpetuo del hotel. El empresario se enfrentará a numerosos desafíos en los que siempre tendrá como denominador común la comprobación en primera persona de la calidad del servicio que ofrecen todos los hoteles alojándose en ellos.

## Temporadas
| Temporadas | Temporadas | Episodios | Estreno             | Final               | Audiencia media | Audiencia media    |
| Temporadas | Temporadas | Episodios | Estreno             | Final               | Espectadores    | Cuota de audiencia |
| ---------- | ---------- | --------- | ------------------- | ------------------- | --------------- | ------------------ |
|            | 1          | 8         | 24 de enero de 2017 | 14 de marzo de 2017 | 291 000         | 1,5%               |

### Primera temporada (2017)
| N.º Serie | Número Temp. | Establecimiento                         | Localización                    | Fecha de emisión | Audiencia      | Estado actual |
| --------- | ------------ | --------------------------------------- | ------------------------------- | ---------------- | -------------- | ------------- |
| 1         | 1            | Motel L'entrada (Reconvertido en Hotel) | Riudarenes (Gerona)             | 24/01/2017       | 378 000 (2,0%) | Abierto       |
| 2         | 2            | Hotel Hacienda La Herriza               | Gaucín (Málaga)                 | 31/01/2017       | 254 000 (1,3%) | Abierto       |
| 3         | 3            | Hostal Miranda                          | Blanes (Gerona)                 | 07/02/2017       | 280 000 (1,5%) | Abierto       |
| 4         | 4            | Hotel Plaza Manjón                      | Villanueva del Arzobispo (Jaén) | 14/02/2017       | 332 000 (1,8%) | Abierto       |
| 5         | 5            | Hotel O Pazo                            | Vigo (Pontevedra)               | 21/02/2017       | 300 000 (1,6%) | Abierto       |
| 6         | 6            | Hotel Lucía                             | San Rafael (Segovia)            | 28/02/2017       | 242 000 (1,3%) | Abierto       |
| 7         | 7            | Hotel Clibomar                          | Gandía (Valencia)               | 07/03/2017       | 274 000 (1,5%) | Abierto       |
| 8         | 8            | Hostal Rya                              | Boceguillas (Segovia)           | 14/03/2017       | 269 000 (1,4%) | Abierto       |